# Mieczysław Zajfryd
Mieczysław Zajfryd (ur. 12 listopada 1922 w Brześciu, zm. 31 lipca 2020 w Warszawie) – kolejarz i ekonomista, minister komunikacji (1969–1976, 1977–1981).

## Życiorys
Syn Stanisława i Doroty. W 1958 otrzymał tytuł magistra ekonomii w Szkole Głównej Planowania i Statystyki w Warszawie. W okresie 1940–1944 zatrudniony na kolei w Brześciu jako robotnik i magazynier. W 1945 pracował w zakładach włókienniczych K. Eisert w Łodzi. Następnie od 1945 do 1952 w Dyrekcji Okręgowej Kolei Państwowej jako dyżurny ruchu w Ozorkowie i Kutnie oraz jako naczelnik wydziału w Krakowie. W latach 1953–1965 zatrudniony w administracji centralnej Polskich Kolei Państwowych, w tym od 1958 na stanowisku dyrektora Centralnego Zarządu Ruchu Kolejowego.
W 1947 wstąpił do Polskiej Partii Robotniczej, a następnie do Polskiej Zjednoczonej Partii Robotniczej. Delegat na VI, VII i VIII Zjazd PZPR, w latach 1971–1981 był zastępcą członka Komitetu Centralnego PZPR. W latach 1965–1969 był podsekretarzem stanu w resorcie komunikacji, a w okresie od 10 września 1969 do 27 marca 1976 i od 17 grudnia 1977 do 31 października 1981 ministrem tegoż resortu w rządach Józefa Cyrankiewicza i Piotra Jaroszewicza, Piotra Jaroszewicza Piotra Jaroszewicza i Edwarda Babiucha oraz Edwarda Babiucha, Józefa Pińkowskiego i Wojciecha Jaruzelskiego. W międzyczasie, w latach 1976–1977 pełnił funkcję zastępcy stałego przedstawiciela rządu Polski, w randze ministra, w Radzie Wzajemnej Pomocy Gospodarczej w Moskwie. Pełniąc funkcję ministra, w okresie 1978–1981 wykonywał też obowiązki dyrektora generalnego PKP.
Pochowany na Cmentarzu Komunalnym Północnym w Warszawie.

## Odznaczenia
- Krzyż Komandorski z Gwiazdą Orderu Odrodzenia Polski (1976)[4]
- Krzyż Komandorski Orderu Odrodzenia Polski (1969)[5]
- Srebrny Krzyż Zasługi (1953)[6]
- Medal 10-lecia Polski Ludowej (1955)[7]
- Odznaka tytułu honorowego „Zasłużony Kolejarz Polskiej Rzeczypospolitej Ludowej”[8]
- Złoty Medal „Za zasługi dla obronności kraju” (1973)[9]
- Złota odznaka honorowa „Za Zasługi dla Warszawy” (1975)[10]
- Odznaka "Za zasługi dla Kielecczyzny" (1971)[11]
- Wielki Oficer Orderu Infanta Henryka (1976)[12].